# Берсин
Берси́н (болг. Берсин) — село в Кюстендильській області Болгарії. Входить до складу общини Кюстендил.

## Населення
За даними перепису населення 2011 року у селі проживали 178 осіб, з них 173 особи (99,4%) — болгари.
Розподіл населення за віком у 2011 році:
Динаміка населення: